# 労働審判法
労働審判法（ろうどうしんぱんほう、平成16年5月12日法律第45号）は、労働紛争の解決に関する日本の法律である。
労働審判委員会など、個別労働関係民事紛争を効率的に解決するための手続について規定している。2004年（平成16年）成立。

## 内容
- 法の目的（第1条）
- 管轄、移送（第2条、第3条）
- 弁護士代理の原則（第4条）
- 審判の申立て（第5条、第6条）
- 労働審判官、労働審判員、労働審判委員会（第7条 - 第11条）
- 労働審判の手続・審理（第12条 - 第24条）
- 費用負担（第25条）
- 事件記録の閲覧等（第26条）
- 訴訟手続の中止（第27条）
- 即時抗告（第28条）
- 非訟事件手続法・民事調停法の準用（第29条）
- 最高裁判所規則の適用（第30条）
- 過料・罰則（第31条 - 第34条）